# Kunst Wittgenstein

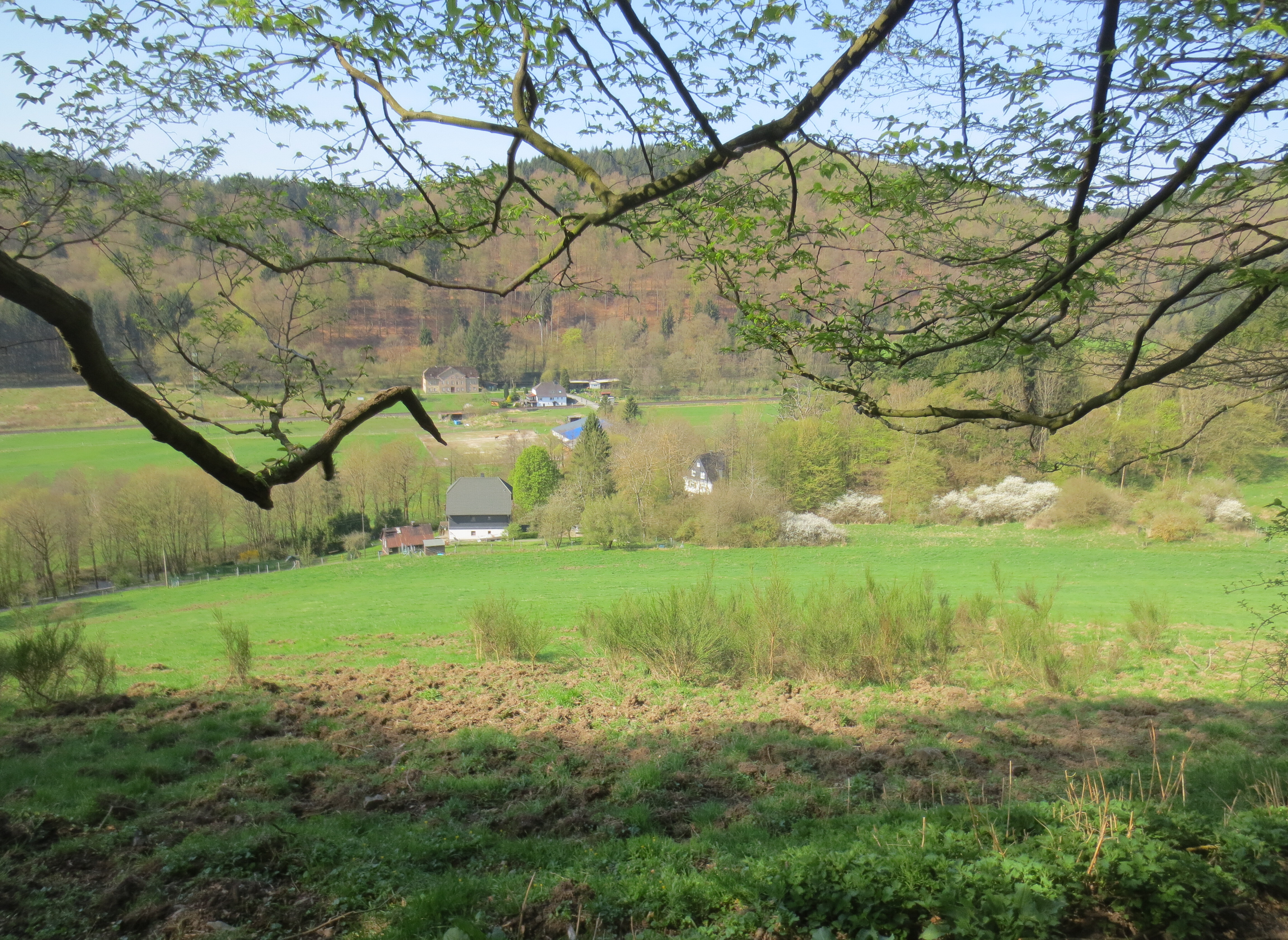
Kunst Wittgenstein, im Hintergrund Friedrichshammer.

Kunst Wittgenstein (mundartlich Konst oder Konst Wittgestee) ist ein kleiner Stadtteil von Bad Laasphe im nordrhein-westfälischen Kreis Siegen-Wittgenstein. Er besteht aus wenigen Häusern.

## Geographische Lage
Kunst Wittgenstein liegt an der Bundesstraße 62 direkt an der Lahn, zwischen dem Hauptort Bad Laasphe und Saßmannshausen.

## Geschichte
Erste Kanongüter entstanden 1770 und 1800, Anfang des 19. Jahrhunderts sind acht Kanongüter nachzuweisen. 1854 bezog die Familie des Freiherrn Carl von Wittgenstein (1809–1866) die in neunjähriger Bauzeit erstellte Villa Carlsburg oberhalb der Friedrichshütte. Sie diente über 120 Jahre als Wohnsitz der Barone von Wittgenstein, einer Nebenlinie des Fürstenhauses Sayn-Wittgenstein-Hohenstein.
Die Einwohnerzahlen in der Vergangenheit waren:
- 1819: 10 Häuser, 181 Einwohner
- 1854: 19 Häuser, 136 Einwohner
- 1900: 34 Einwohner[2]
- 1961: 23 Häuser, 149 Einwohner[3]
- 1968: 25 Häuser, 215 Einwohner[4]

Im Ort entstanden bereits Ende des 18. Jahrhunderts die aus dem Laaspher Hammer hervorgegangenen Eisenwerke Friedrichshütte. Ab 1860 wurden dort Heizgeräte und Öfen hergestellt. Im Zusammenhang mit dem Bau der Eisenbahnstrecke von Cölbe nach Kreuztal (Obere Lahntalbahn) wurde 1888 der Bahnhof Friedrichshütte in Betrieb genommen. Nach Aufgabe des Bahnhofs im Jahr 1996 erfolgte der Verkauf an den Kreis Siegen-Wittgenstein, der dort eine Rettungswache einrichtete.
Bis zur Durchführung des Sauerland/Paderborn-Gesetzes am 1. Januar 1975 war der Ort eine selbständige Gemeinde.

### Ortsname
Der Name leitet sich von der so genannten Wasserkunst ab. Dies war eine gegen Ende des 17. Jahrhunderts entstandene Pump- und Förderanlage zur Wasserversorgung des Schlosses Wittgenstein. Durch den Bau dieser Druckstation, angetrieben von einem Wasserrad, entfiel der mühsame Transport von Wasser per Pferdefuhrwerk.